# ОШ „Петар Петровић Његош” Масловаре
ОШ „Петар Петровић Његош” је једна од основних школа на подручју општине Котор Варош. Налази се у Масловарама. Име је добила по Петру Петровићу Његошу српском православном владици, књижевнику и филозофу.

## Историјат
Прва школа у Масловарама носила је назив Народна основна школа у Масловарама и почела је са радом школске 1920/1921. године. Школа је била четворогодишња и у сва четири разреда имала је 41 ученика. Из године у годину тај број се значајно повећавао. Почетком Другог свјетског рата 1941. године Народна основна школа у Масловарама престаје са радом. Формално образовање почиње поново у марту 1947. године, прво у такозваној "Поповој кући" као привременој школској згради, затим у кафани званој "Радничка менза", а потом у просторији Задружног дома. Нови школски објекат отворен је 1958. а школа добија назив  Основна школа Масловаре. Овој школи су у августу  1960. годинеприпојене до тада самосталне школе: Борци, Гарићи и Ободник. До тада самостална основна школа у Липљу припојена јој је 15. јуна 1962. Од 22. септембра 1962. године школа носи назив Основна школа "Драган Бубић". Добила је име по народном хероју Драгану Бубићу који је у Другом свјетском рату погинуо недалеко од школе. Идеја да се школе општине Котор Варош интегришу у једну радну организацију појавила се 1973. године. Школске 1974/1975. године почео је Центар за основно образовање и васпитање "24. април" Котор Варош као јединствена радна организација. Центар престаје са радом 31. децембра 1990. године, а школе поново добијају потпуну самосталност. Садашњи објекат школе у Масловарама изграђен је 1983. године, а од 9. марта 1994. године носи назив "Петар Петровић Његош". Због сталног исељавања људи и смањења броја ученика, подручна школа у Борцима престала је са радом на полугодишту школске 1993/1994. године, а подручна школа у Липљу школске 2017/2018. године.